# 철인들 (1983년 영화)
철인들은 1983년 공개된 대한민국의 영화이다.

## 배역
- 안성기
- 박근형
- 황해
- 김희라
- 김성찬
- 원미경
- 허진
- 이효정

## 수상
- 1982년 제21회 대종상
  - 계몽부문 작품상 - 한진흥업
  - 남우주연상 - 안성기
  - 조명상 - 이억만
  - 편집상 - 김희수